# 켈트 다신교
켈트 다신교는 고대 켈트족의 종교적 믿음이다. 드루이드교, 켈트 이교라고도 한다.
켈트 다신교는 만물에 정령이 깃들어 있다고 여기는 애니미즘적 특성을 가지고 있다. 캘트인들이 살았던 아일랜드섬, 브리튼섬, 켈티베리아, 다뉴브강 연안 지역, 소아시아의 갈라티아 지방에 퍼져 있었다.
갈리아(기원전 58년~기원전 51년)와 브리타니아(기원후 43년)가 로마 제국의 속주가 되자 켈트 다신교 역시 로마 신화의 영향을 받아 로마화되었다. 기원후 54년 로마의 황제 클라우디우스는 켈트 다신교의 일파인 드루이드를 불법적인 종교로 규정하였다. 그러나 그의 이러한 금지에도 브리튼 섬과 아일랜드섬에서는 오랫동안 켈트 다신교가 신봉되었다.
175년경 기독교가 상륙하여 캘틱 교회가 형성되면서 캘트족은 기독교를 신봉하기 시작하였고 이에 따라 켈트 다신교의 영향력은 쇠퇴하게 되었다.

## 명칭
켈트 다신교는 스스로를 부르는 이름이 없었다. 로마인들은 그저 이교도로 불렀다. 뒷날 켈트 다신교의 승려 드루이드를 이들 종교의 대표적인 특징으로 보아 드루이드교라는 이름이 생겼다. 드루이드는 인도유럽어족에서 나무를 뜻하는 어근인 드르(DR)에서 파생된 것으로 많은 학자들은 드루이드란 낱말이 나무의 왕에 대한 존경에서 생겨난 것으로 파악하고 있다. 참나무에서 자라는 겨우살이는 이들에게 권능을 주는 약초였다. 나무를 신성하게 여기는 것은 여러 아리안계 신화에서 공통적으로 발견되는데 북유럽 신화의 신성한 나무인 발데르, 로마 신화의 황금가지 등이 그것이다.

## 문헌
켈트 다신교는 스스로에 대한 기록을 남기지 않았고 남아있는 기록들은 매우 단편적이다. 이러한 이유로 켈트 다신교의 연구는 초기 기독교의 문헌과 고대 로마인의 기록, 그리고 고고학적 발굴 성과에 의지하고 있다.
철기 시대 문화를 지니고 있었던 켈트족들은 상당수가 그리스 문자와 같은 문자를 사용할 줄 알았다. 그러나 그들의 기록은 모두 소실되어 버렸다. 게다가 켈트 다신교의 성직자인 드루이드들은 자신들의 지식을 오직 말로써만 전달하였는데 이는 외부로 자신들의 비밀이 발설되는 것을 막기 위한 것이었다.

### 그리스 로마의 자료

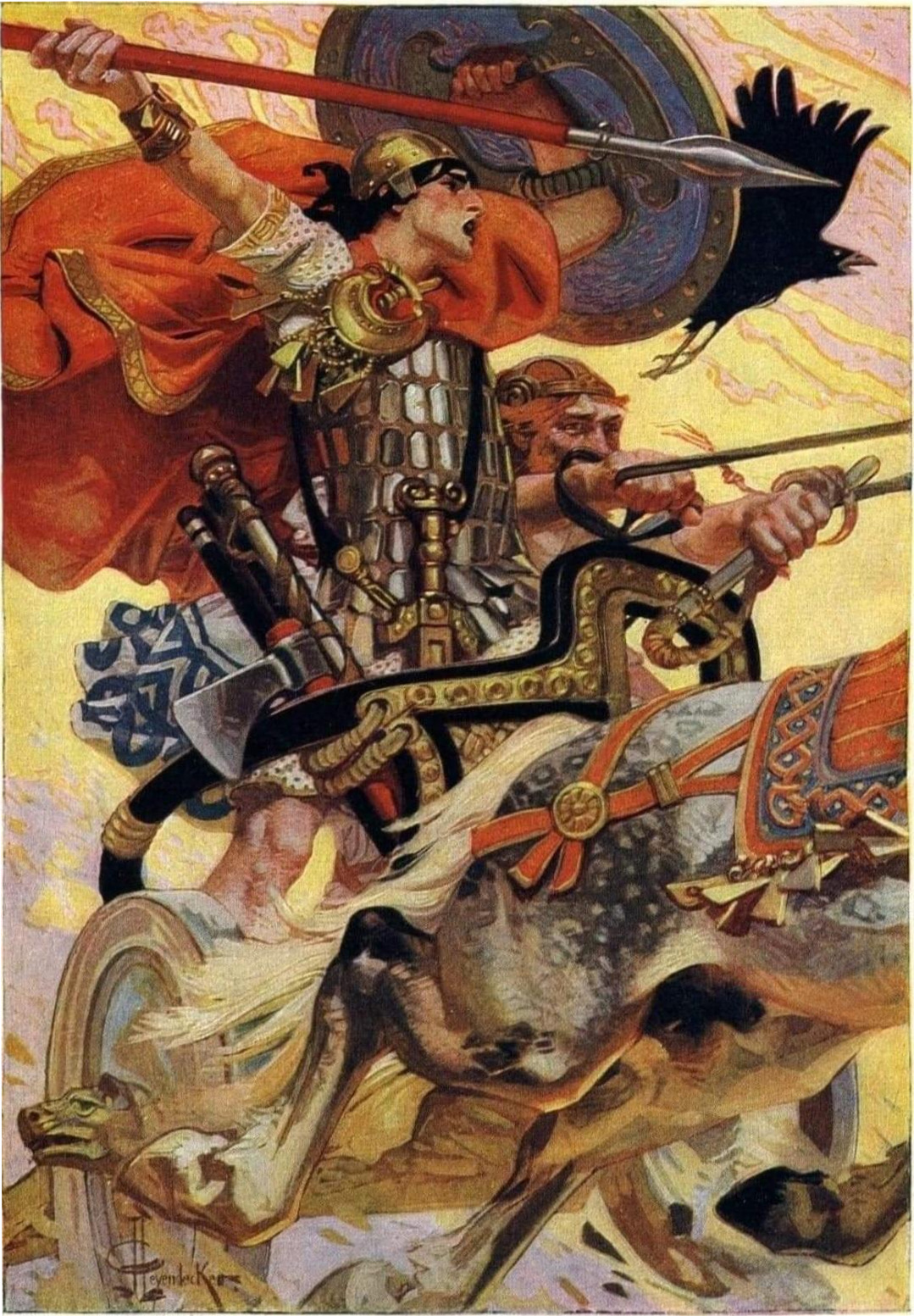
아일랜드 신화인 탄 보 후알크녀의 한 장면

고대 그리스와 고대 로마의 다양한 작가들이 켈트족의 믿음과 관습에 대해 언급하였다. 갈리아 전쟁을 위해 원정에 나선 율리우스 카이사르는 회고록 《갈리아 전쟁기》에서 켈트족의 다양관 관습을 기록하였다. 그러나 그의 기록은 로마인의 관점에서 켈트족을 관찰한 것으로 여러 곳에서 오류가 발견된다. 예를 들어, 카이사르는 켈트족의 위커맨 관습을 인신공양으로 보았으나 이는 커다란 허수아비를 불태우는 축제일 뿐 인신공양과는 관련이 없는 것이었다.
또한 이들 자료는 기본적으로 켈트 세계를 침공하여 정복한 로마의 시각에서 쓰여진 것으로 켈트족을 야만인 이자 적으로 취급하고 있다는 점도 유의하여야 한다.
켈트 다신교는 로마의 지배 이후 로마의 영향을 받았는데 켈트족의 신 타라니스, 뤼그, 베레노스 등은 로마의 주피터, 머큐리, 마르스와 동격화되었다. 또한 원래 사냥이 주요 생업이었던 켈트족은 사냥의 여신 다이아나를 받아들이는데 아무런 거리낌이 없었으며 켈트 다신교에서 말의 여신으로 기려졌던 에포나는 오히려 로마로 전파되어 상당한 인기를 누리기도 하였다.

### 아일랜드 웨일스의 자료
기독교가 전파된 뒤 중세의 아일랜드와 웨일스에서 켈트 다신교는 신화와 전설의 형태로 남게 되었다. 웨일스의 마비노기온과 아일랜드 신화의 탄 보 후알크녀(아일랜드어: Táin Bó Cúailnge, 쿨리의 가축 약탈)등이 있다.
숭배의 대상이 켈트의 여러 신들에서 그리스도로 바뀐지 한 참이 지나 중세 수도원의 수사들에 의해 몇 세기에 걸쳐 쓰여진 아일랜드와 웨일스의 전설에서 켈트의 신들은 신성을 잃고 역사적인 영웅의 모습으로 등장하게 되었다.

## 믿음

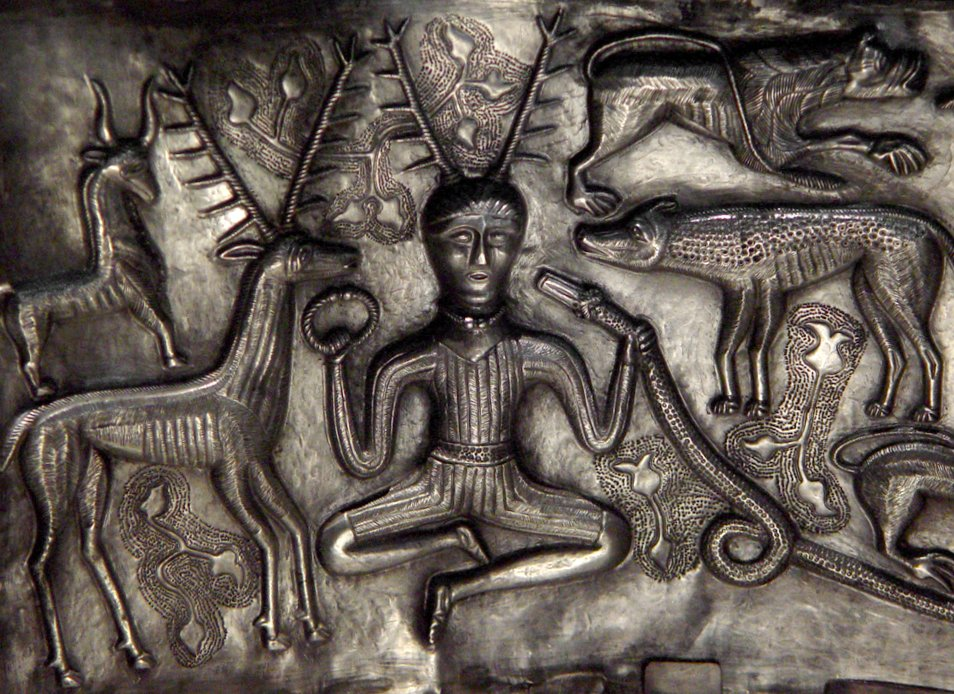
덴마크 유틀란드에서 발견된 군데스트룹 가마솥에 새겨진 사슴뿔이 난 신

### 다신교
켈트 다신교는 여러 남성과 여성으로 구분되는 여러 신들을 숭배하는 다신교였다. 그리스 신화, 힌두교의 신들이 등장하는 리그 베다, 북유럽 신화와 같은 인도유럽어족의 신화에서 공통적으로 발견되는 신들의 관계가 켈트 다신교에서도 존재한다. 올림푸스의 신들이 티탄과 싸우고, 인드라와 천신들이 아수라와 싸우며, 에시르가 요툰들과 싸우듯이 켈트 신화의 신들 역시 선함, 밝음, 풍요 등을 관장하는 신들과 악함, 어둠, 빈곤을 몰고 오는 신들로 구분되었다. 전자는 여신 다누를 중심으로 하는 "투어허 데 다넌"(다누의 가족)으로 불렸고 후자는 돔누의 자식들로 "돔누의 신"이라 불렸다. 켈트인들은 이러한 신들과 더불어 "혼돈과 태고의 밤"의 거인들이 있다고 믿었다. 이들 거인들은 동물의 머리에 기형인 거대한 몸을 지니고 있다고 여겨졌으며 신들보다도 오랜 존재이나 결국 신들에게 굴복된다고 보았다. 이들 거인들은 "포모르"라고 불렸는데 이들의 왕은 죽음의 신인 "발로르"였다.

### 만신전
켈트 다신교의 신들은 지역마다 조금씩 다르게 불렸다. 아일랜드의 루는 웨일스에서는 "루구스"로 불렸다.
켈트 다신교의 신들은 태양과 같은 자연에 신성을 부여한 경우가 일반적이었다. 다누와 같이 다른 정령들과 신들을 산출한 모신, 말의 여신인 에포나와 같은 여신들도 있었다. 한편, 로마 제국의 지배를 받게되면서 이들의 신들은 로마 신화의 신들 가운데 비슷한 상징을 지니는 신들과 동일한 것으로 여겨지게 되기도 하였다.

### 토속신앙
켈트인들은 자연만물에 정령이 깃들어 있다고 여기는 애니미즘적인 신앙을 갖고 있었다. 이는 한국의 무, 일본의 신토 등과 비견될 수 있다.

## 관습

### 축제

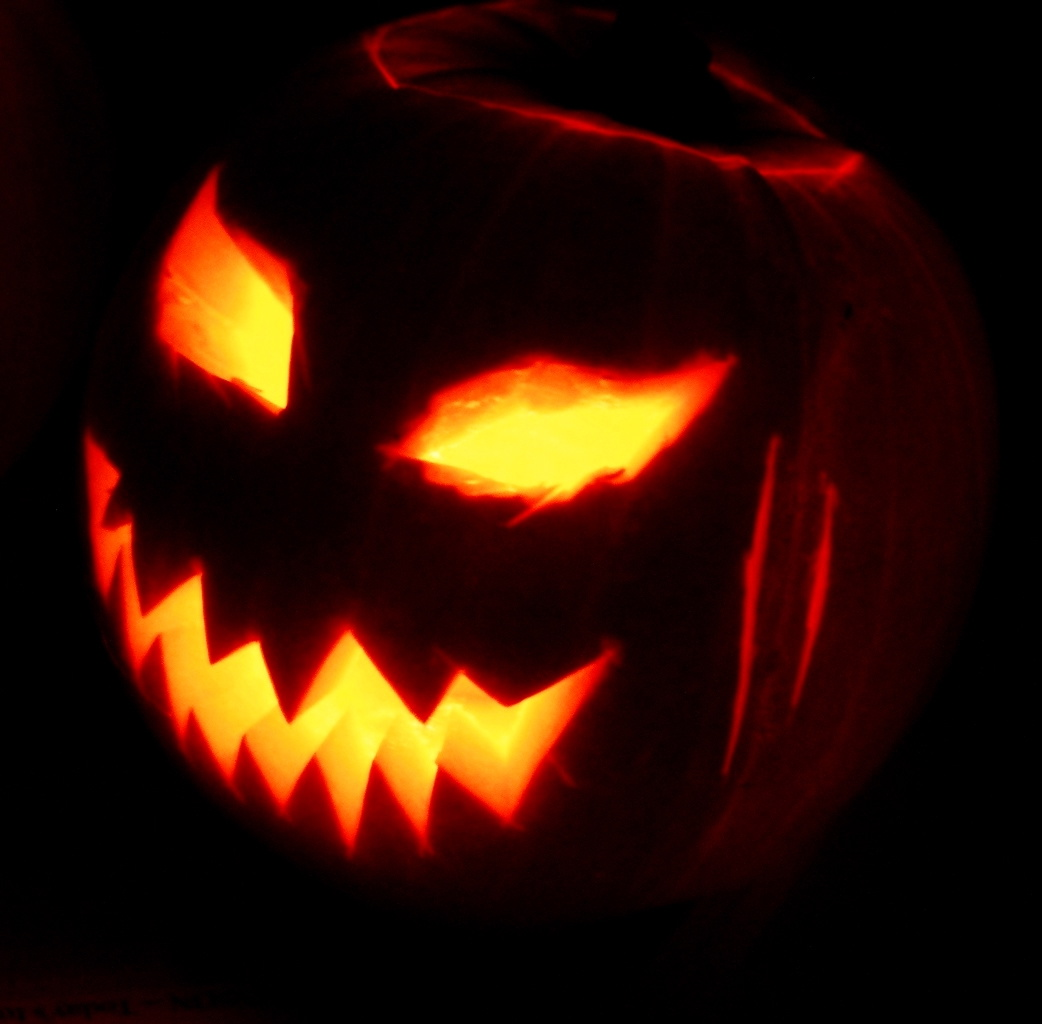
핼러윈의 상징인 잭 오 렌턴은 켈트 축제에서 유래한 것이다.

현재 알려진 켈트의 종교적 축제는 아일랜드섬에서 행하여진 것들이다. 켈트인들은 일년에 4차례의 축제를 열었다.
첫 번째 축제로는 10월 31일에 열리는 "샤빈의 날(삼하인)"이 있다. 켈트의 달력에서 새해는 11월 1일에 시작되었고 그 전날인 샤빈의 날은 까치설날과 같은 것이었다. 오늘날의 핼러윈 축제는 이 "샤빈의 날(삼하인)"에서 유래한 것이다.
이외에 2월 1일에 봄맞이 축제인 "임볼크"가 열렸고 5월 1일에는 베레누스를 기념하는 "벨턴(벨테인)"이 열렸다. 5월의 첫날을 기념하는 이 축제는 근대에까지 이어져 "메이 데이"로 기념되었다. 1886년 5월 1일 미국의 시카고에서는 메이 데이를 맞아 8만여명의 노동자들이 8시간 노동제를 요구하는 시위를 벌이다 진압 경찰의 총격을 받았다. 이후 메이 데이는 노동절로 기념되고 있다. 8월에는 루 라바다를 기리는 "루나사드"가 열렸다.

## 교단
켈트 다신교는 별도의 신전이나 사원을 세우지 않았다. 켈드 다신교의 사제는 드루이드라 불렸는데 이는 "떡갈나무를 아는 것"이란 뜻이다. 이들은 별도의 문헌을 남기지 않았으며 구전으로만 자신들의 지식을 전수하였다.

### 드루이드

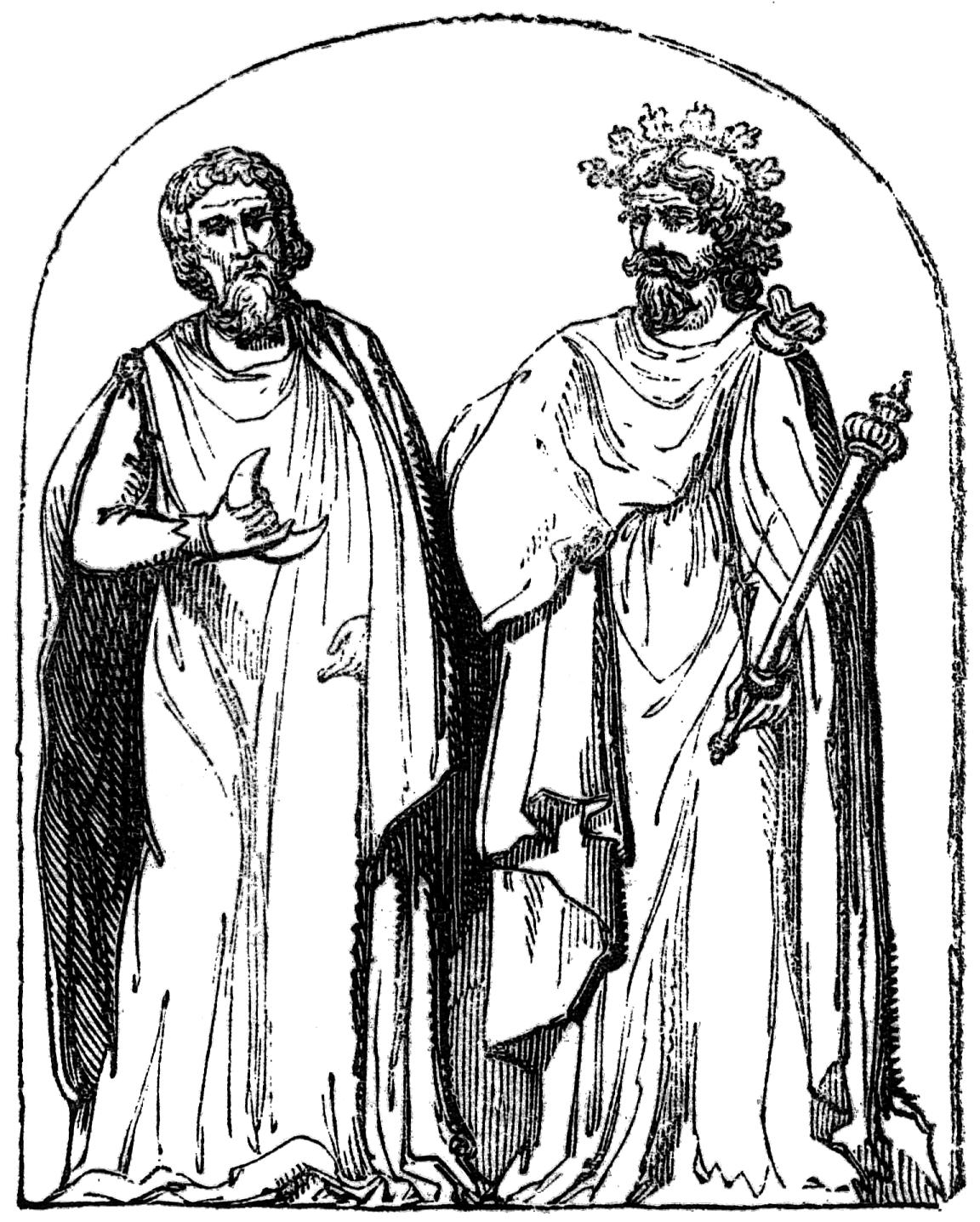
드루이드
1845년의 그림

드루이드는 켈트 다신교의 사제로 귀족들과 같은 존중을 받았다. 로마의 기록에는 종종 드루이드들이 날씨와 바람을 바꾸고 마법을 부렸다고 기록되어 있으며 이들이 인신공양을 하였다고 되어 있다. 로마의 작가 루카누스는 율리우스 카이사르가 드루이드의 제의 장소를 발견한 경위에 대해 설명하면서 드루이드들이 깊은 숲 속에서 나무를 경배하였다고 기록하고 있다.

## 신화
켈트 다신교는 여러 신들을 숭배하연서 이들과 관련된 신화를 남겼다. 켈트 신화는 게르만 신화와 함께 유럽 문화의 근간을 이루는 신화이다. 이들 신화는 이후 유럽의 전설과 동화의 근간을 이루게 되었다.

### 아일랜드 신화
켈트 신화의 한 가지인 아일랜드 신화는 크게 보아 4단계의 시대로 구분된다. 아래의 시대 구분 가운데 엄밀한 의미의 신화는 신화 시대로 국한되지만 이후 시대를 배경으로 하는 이야기들에서도 켈트 신화의 세계관이 담겨 있어 티르 나노그에 있는 신들이 종종 등장한다.
- 신화 시대 : 여섯 종족이 차례로 아일랜드로 와서 정복하는 이야기. 다섯 번째로 아일랜드를 차지한 신족인 투어허 데 다넌은 인간인 게일족의 영웅들에게 패하고 이후 아일랜드는 인간의 세상이 된다.
- 얼스터 시대: 얼스터 지역을 중심으로 코누와 왕이 다른 지역과 싸운 영웅담이다. 그의 무사 쿠훌렌의 영웅담과 쿨린의 가축 약탈 이야기가 유명하다.
- 피아나 기사단: 피아나 기사단의 단장 피아나와 그의 아들 오신의 모험담
- 역사시대 : 기독교 전래 이후 3세기에서 1,000년 무렵까지의 역사 인물들이 등장하는 모험담

### 아서왕
아서왕의 이야기는 기독교의 전래 후에 완성되어 성배의 전설과 같은 기독교 문학의 특징을 보이나 이 이야기의 근간은 이미 켈트 신화에 뿌리를 두고 있다.
웨일스 신화에서 급작스럽게 부각된 아서왕은 초기에는 여러 영웅들과 동격으로 다루어졌으나 이후에는 켈트의 신들 마저 부하로 복속시키는 초월적인 존재로 서술된다.